# 新田長三
新田 長三（にった ちょうぞう、1888年（明治21年）9月2日 - 1964年（昭和39年）11月18日）は、日本の実業家、資産家。新田帯革製造所（現・ニッタ）社長。大阪工業会理事。父は新田帯革製造所創業者の新田長次郎。

## 経歴
大阪府出身。新田長次郎の二男、あるいは三男。母ツルは大阪府人・井上儀助の二女。
1900年、泊園書院に入塾、1921年、分家する。新田帯革製造所、新田ベニヤ製造所出資社員となる。1923年、欧米各国を巡歴する。新田帯革製造所、新田護謨工業各社長をつとめる。松山商科大学監事に挙げられる。

## 人物
新田利一、新田宗一の弟。資産家の新田利國は兄・利一の息子。新田昌次、新田ベニヤ工業社長新田愛祐の兄。
会社重役である。宗教は真言宗。住所は大阪市浪速区芦原町、堺市出島浜通、兵庫県西宮市上甲東園1丁目。
資産家として知られる。1935年に出版された『実業の世界 32（4）4月号』によると、「長三は大阪市浪速区芦原町に宅地817坪72を持っている。」という。

## 家族・親族
新田家
- 妻・キヌ（1896年 - ?、東京士族、早田喜稔の妹）[9][10]
- 男・長夫[10]（1914年 - 2005年）
  - 同妻（東京、須賀英二郎の三女）[7]
- 長女[7]
- 二女（李家孝の長男の妻）
- 二男[9][10]

親戚
- 李家孝（三菱製鋼会長）
- 木子七郎（建築家） - 妹・カツの夫。建築家・木子幸三郎の弟。
- 早田喜稔（帝国化学工業社長） - 妻の兄。
- 高橋守雄（内務官僚、警視総監） - 兄・宗一の二女の夫の父。